# Cancellothyris hedleyi
Cancellothyris hedleyi är en armfotingsart som först beskrevs av Harold John Finlay 1927.  Cancellothyris hedleyi ingår i släktet Cancellothyris och familjen Cancellothyrididae. Inga underarter finns listade i Catalogue of Life.